# Jens Eckersberg
Jens Juel Eckersberg (født 15. oktober 1822 i København, død 31. marts 1891 i Svendborg) var en dansk arkitekt.
Han var søn af den kendte maler og professor C.W. Eckersberg og dennes anden hustru Elisabeth Catrine Julie Juel, datter af maleren Jens Juel og Rosine Dørschel. Kom i murerlære 1840 og blev elev af G.F. Hetsch. Han blev optaget på Kunstakademiet oktober 1840, vandt den lille sølvmedalje 1845 og den store sølvmedalje 1850. Eckersberg var medarbejder hos M.G. Bindesbøll og P.C. Hagemann og udstillede på Charlottenborg Forårsudstilling 1846 og 1851. Han blev især påvirket af Hetsch' senklassicisme og af Bindesbølls evne til at behandle murværke på forfinede og stilfrie måder. Eckersbergs arbejder er dog meget akademiske og gentagelsesprægede i udtrykket. Han bevægede sig også ud i rundbuestilen.
Eckersberg blev gift 3. juni 1858 i København med Hansine Sophie Joachimine Kerrn (28. august 1826 i København – 4. juni 1860 sammesteds), datter af tømrermester, oberstløjtnant Johan Christian Kerrn og Anna Marie Velschow.
Han er begravet på Assistens Kirkegård.

## Værker
I København:
- Tegning til borgerhus i Borgergade (1853, Nationalmuseet)
- Tegning til borgerhus i Nygade (1854, sammesteds)
- Bryggeriet i Rahbeks Allé (1860, delvist nedrevet)
- Nørregade 37A-B for Kuratelet for de nye Kirkeskoler (1865)
- Villa, Amalievej 1, Frederiksberg (1868)

I Svendborg:
- Arbejdsanstalt i Grubemøllestræde (1872)
- Asylet Børnely, Borgergade (1873, ombygget)
- Drengeskolen i Fruestræde (1875)
- Borgerstiftelsen, Bagergade 67 (1875)
- Villaen Vilhelmskilde, Landevej
- Metodistkirken Sankt Johannes Kirke med præstebolig, Landevej (1882, afhændet 1996)
- Brandstation på Torvet (1886, ombygget 1924)

Desuden:
- Breininge Præstegård (1876)
- Metodistkirken Vor Frelsers Kirke, Frederikshavn (1881)
- Tårup Kirke i Svendborg Amt (1883)
- Projekt til ombygning af ligkapel ved Ærøskøbing Kirke (tegninger i Landsarkivet for Fyn)